# ドラえもん・えかきうた
「ドラえもん・えかきうた」は、テレビアニメ『ドラえもん』（1979年テレビ朝日版）の初期の挿入歌である。特殊な放送形態だったため、エンディング・テーマ曲ともされる。タイトルは「ドラえもんえかきうた」とも。

## 放送
1979年4月8日からの、日曜朝の再放送・ネット放送枠（当時の本放送は10分帯枠のローカル番組）で使われた。本編Cパート終了後に「ドラえもん・えかきうた」が流れ、CMを挟んでエンディングテーマソング「青い空はポケットさ」が流れるという構成をとっていた。

## 内容
歌詞の内容はタイトルどおりドラえもんの絵描き歌であり、1曲でドラえもんが描き上がる。
作詞者の楠部工は、ドラえもんのアニメを制作したシンエイ動画創設者楠部大吉郎の息子で、当時中学生だった。歌詞はJASRAC非信託であるが、テレビ朝日ミュージックが出版者として信託している。
オリジナルの歌唱はドラえもんの声優である大山のぶ代による。また、アニメ第2作第2期からの新声優水田わさびがカバーしている（こちらのバージョンも2017年以降エンディングに使用されていることがある）。
「A "DRAW DORAEMON" SONG」（英訳詞：HENRY V. DRENNAN）という英語版が存在する。

## ディスク
初ディスク化は1979年4月25日発売の日曜枠主題歌集EP「ドラえもん ドラえもんのうた/ドラえもん・えかきうた/青い空はポケットさ」(SCS-474) である。A面はオープニング「ドラえもんのうた」で、B面が「ドラえもん・えかきうた」とエンディング「青い空はポケットさ」だった（オープニングとエンディングの歌唱は大杉久美子）。歌詞カードには絵描き歌のお手本が描かれていた。
英語版「A "DRAW DORAEMON" SONG」の初ディスク化は1980年発売のEP「A "DRAW DORAEMON" SONG（ドラえもん・えかきうた）/DORAEMON ONDO（ドラえもん音頭）」(CK-556)。歌はREGINA M. DOIとHENRY V. DRENNAN。
水田わさび版の初ディスク化は2008年1月23日発売のアルバム『ドラえもん☆うたの大行進!』（COCX-34741）。